# 赵振 (北宋)
赵振（?—?）。字仲威，雄州归信（今河北省雄县）人，北宋将领。
赵振性格刚毅，刚强自负，武艺高强，有武力，善弓马，善于谋划，轻财重义，士卒喜欢在其属下。景德年间，跟随石普在顺安军，获得辽朝阵图，授三班借职。历任庆州沿边都巡检使，知顺安军、保安军、广信军，隰州兵马监押，湖北都巡检使，霸州、庆州、象州防御使。李元昊攻打北宋，刘平等人战死，擢升为鄜延路副都总管，知延州，代替范雍。西夏军队攻破塞门砦，赵振按兵不救，贬为白州团练使。知绛州，再贬为太子左清道率府率、潭州安置。後任左神武大将军时逝世。